# 1254

## Догађаји
- Бугарска склапила савез са Дубровником и напала Србију
- Википедија:Непознат датум — Битка код Адријанопоља
- 2. децембар — Краљ Сицилије Манфред победио у бици код Фође папску војску и задржао своје краљевство.

## Смрти
- Јован III Дука Ватац

- Папа Иноћентије IV

- Конрад IV